# FC Kolcheti 1913 Poti
Der FC Kolcheti 1913 Poti (georgisch სკ კოლხეთი 1913 ფოთი) ist ein georgischer Fußballverein aus Poti und spielt in der höchsten Spielklasse Georgiens, der Erovnuli Liga. Die Klubfarben sind Blau-Weiß.

## Allgemeines
Der Verein wurde 1913 gegründet. Die größten Erfolge hatte er, als er in den Jahren 1978 und 1988 die innerhalb der Sowjetunion ausgetragenen georgischen Meisterschaften gewinnen konnte. Bei der Gründung des georgischen Verbandes, nach dem Zerfall der Sowjetunion, kam der Verein in die Erste georgische Liga, der er bis 2007 angehörte. Kolcheti 1913 wurde von der Regierung Georgiens finanziell unterstützt, dies wurde durch neue Sportgesetze 2007 verboten. Seit diesem Jahr spielt der Verein in der zweiten Liga des Landes. Die Heimstätte des Vereins ist das Fazisi-Stadion, welches 7.500 Personen Platz bietet.

## Ehemalige Spieler
- Giorgi Darasselia, ehemaliger Torschützenkönig der ersten Liga Georgiens (1995)
- Giorgi Gachokidse, ehemaliger Legionär in den Niederlanden, Russland und der Ukraine, georgischer Nationalspieler
- David Kwirkwelia, ehemaliger Legionär in Russland aktuell tätig in der Ukraine, georgischer Nationalspieler
- David Odikadse, aktuell tätig bei Dinamo Tiflis, georgischer Nationalspieler

## Europapokalbilanz
| Saison  | Wettbewerb         | Runde                  | Gegner                    | Gesamt    | Hin     | Rück    |
| ------- | ------------------ | ---------------------- | ------------------------- | --------- | ------- | ------- |
| 1996    | UEFA Intertoto Cup | Gruppenphase           | FK Zemun                  | 2:3       | 2:3 (H) |         |
| 1996    | UEFA Intertoto Cup | Gruppenphase           | FF Jaro                   | 0:2       | 0:2 (A) |         |
| 1996    | UEFA Intertoto Cup | Gruppenphase           | EA Guingamp               | 1:3       | 1:3 (H) |         |
| 1996    | UEFA Intertoto Cup | Gruppenphase           | Dinamo Bukarest           | 0:2       | 0:2 (A) |         |
| 1997/98 | UEFA-Pokal         | 1. Qualifikationsrunde | FK Dinamo Minsk           | (a)2:2(a) | 0:1 (A) | 2:1 (H) |
| 1998/99 | UEFA-Pokal         | 1. Qualifikationsrunde | Roter Stern Belgrad       | 00:11     | 0:4 (H) | 0:7 (A) |
| 1999    | UEFA Intertoto Cup | 1. Runde               | FK Cementarnica 55 Skopje | 2:8       | 2:4 (A) | 0:4 (H) |

Gesamtbilanz: 10 Spiele, 1 Sieg, 9 Niederlagen, 7:31 Tore (Tordifferenz −24)